# Куркума цедоария
Курку́ма цедоария, Цитварный корень, Зедоария, Куркума цитварная, Белая куркума (лат. Cúrcuma zedoaria) — вид однодольных многолетних травянистых растений рода Куркума семейства Имбирные (Zingiberaceae).
Растение происходит из Индии и Индонезии. В Европу попало от арабов примерно в VI веке. В настоящее время в качестве специи используется крайне редко, в большинстве случаев в современной западной кухне заменено имбирём.
Культивируется в Южном Китае, в Индии, на острове Ява и в Таиланде.
Высота растения достигает 1,5 метра и выше. Листья длиной до 80 см имеют фиолетово-коричневые прожилки, отходящие от осевой жилки. 
Прицветники ярко-розовые. Ароматные цветки  на соцветиях, отходящих прямо от корневища ещё до образования листьев.
Сбор корневищ проводят с двухлетних растений.  
Корень размером с голубиное яйцо или грецкий орех имеет грушевидную форму. 
В кулинарии используется в виде маленьких кусочков (не в виде порошка), обладающих слабым камфарным ароматом и горько-жгучим вкусом. Применяется в производстве ликёров, служит заменой куркумы длинной.
Эфирное масло, получаемое из высушенных корней, используется в парфюмерии и в качестве добавки для горьких тоников.
Синонимы
- Amomum latifolium Lam.
- Amomum latifolium Salisb.
- Amomum zedoaria Christm.
- Amomum zerumbet J.König nom. illeg.
- Costus luteus Blanco
- Costus nigricans Blanco
- Curcuma officinalis Salisb.
- Curcuma pallida Lour.
- Curcuma speciosa Link
- Curcuma zerumbet Roxb.
- Erndlia subpersonata Giseke
- Erndlia zerumbet Giseke
- Roscoea lutea (Blanco) Hassk. nom. illeg.
- Roscoea nigrociliata Hassk.